# Малютин, Андрей Миронович
Андрей Миронович Малютин — советский хозяйственный, государственный и политический деятель. Заслуженный работник культуры Туркменской ССР (1969).

## Биография
Родился в 1906 году. Член ВКП(б).
В 1940—1970 гг. — заведующий Отделом партийной жизни редакции газеты «Правда», ответственный редактор газеты «Бакинский рабочий», второй секретарь Бакинского городского комитета ВКП(б), член ЦК КП Азербайджана, в Промышленном отделе ЦК КП Азербайджана, ответственный редактор газеты «Бакинский рабочий», ответственный редактор газеты «Туркменская искра» (9.1959 — 12.1970), член Комитета партийно-государственного контроля ЦК КП Туркменистана и СМ Туркменской ССР (25.3.1963 — 23.12.1965).
Избирался депутатом Верховного Совета СССР 3-го созыва, Верховного Совета Азербайджанской ССР 4-го созыва, Верховного Совета Туркменской ССР 6-го и 7-го созывов.
Умер после 1985 года.